# Palombara Sabina
Palombara Sabina is een gemeente in de Italiaanse provincie Rome (regio Latium) en telt 11.186 inwoners (31-12-2004). De oppervlakte bedraagt 75,2 km², de bevolkingsdichtheid is 142 inwoners per km².
De volgende frazioni maken deel uit van de gemeente: Stazzano, Cretone.

## Demografie
Palombara Sabina telt ongeveer 4359 huishoudens. Het aantal inwoners steeg in de periode 1991-2001 met 22,2% volgens cijfers uit de tienjaarlijkse volkstellingen van ISTAT.
| Jaar | Inwoneraantal |
| ---- | ------------- |
| 1991 | 8726          |
| 2001 | 10.659        |

## Geografie
De gemeente ligt op ongeveer 372 m boven zeeniveau.
Palombara Sabina grenst aan de volgende gemeenten: Guidonia Montecelio, Mentana, Monteflavio, Montelibretti, Monterotondo, Moricone, San Polo dei Cavalieri, Sant'Angelo Romano.

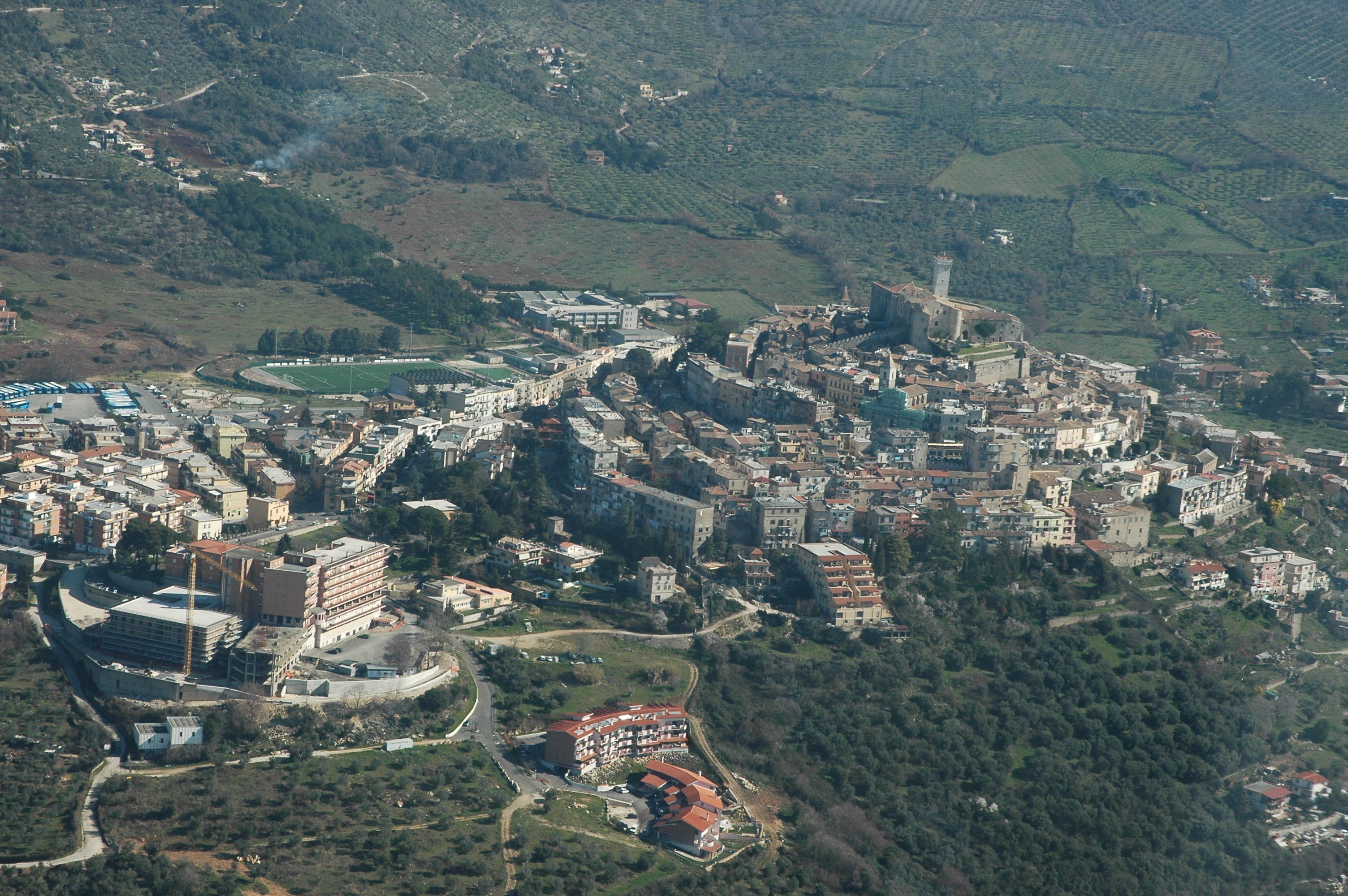
Vanuit een vliegtuig